# براندون بولسون (لاعب كرة قاعدة)
براندون بولسون (بالإنجليزية: Brandon Poulson)‏ هو لاعب كرة قاعدة أمريكي، ولد في 16 فبراير 1990 في سانتا روسا في الولايات المتحدة.

## وصلات خارجية
- براندون بولسون على موقعبيزبول رفرنس.كوم (الدوري الثانوي) (الإنجليزية)